# Catherine Lacey (escritora)
Catherine Lacey (Tupelo, Misisipi, 9 de abril de 1985) es una escritora estadounidense. Su primera novela Nobody is ever missing (Farrar. Straus y Giroux, 2014), traducida al español como Nunca falta nadie (Alfaguara, 2016),recibió buenas críticas en EE. UU. La guía Time Out de Nueva York y The New Yorker la consideraron el mejor libro del año 2014. Ha publicado sus historias cortas en medios como The Atlantic o The New York Times.

## Biografía
Nacida en Tupelo, reside en Nueva York desde los años 90.  Es hija de Susan Tims y George Booth II, tercera generación de propietarios de la Compañía Tupelo Hardware una empresa familiar de peregrinaje para los fanes de Elvis Presley porque fue en su tienda donde la madre de Elvis le compró su primera guitarra. Creció en el barrio Highland Circle de Tupelo donde fue a la escuela primaria. Estudió secundaria en un internado de Tennessee y su amor por la narración de historias surgió en Tupelo, donde a los 12 años, tras enviar un correo electrónico al director del grupo de teatro Tupelo Community Theatre logró un papel.
Se graduó en Inglés, escritura creativa y artes visuales en la Universidad de Loyola de Nueva Orleans y posteriormente se trasladó a Nueva York, donde cursó un máster de No Ficción Creativa en la Universidad de Columbia.
Desde 2010 es copropietaria de un "bed and breakfast" en Brooklyn con seis amigos, el 3B The Downtown Brooklyn Bed & Breakfast, que le proporciona ingresos estables para dedicarse a la escritura.
En 2012 ganó una beca de la New York Foundation for The Arts Artists' Fellowship. 
En 2014 la revista internacional de narrativa Granta la nombró «Nueva Voz de Granta».
Ha sido residente en la Omi international Arts Center y en marzo de 2016 obtuvo uno de los diez Whiting Awards para escritores emergentes, un reconocimiento que también obtuvieron en su momento David Foster Wallace o Jonathan Franzen.
Es profesora de la Escuela de Artes de la Universidad de Columbia.

### Nunca falta nadie
Empezó a escribir la serie de historias que darían forma a la novela en 2010 mientras empezaba el negocio de "bed and breakfast" en Brooklyn con unos amigos. Concentró su trabajo en el fin de semana y le quedó el resto de tiempo para su trabajo literario. Tardó alrededor de un año y medio en escribir la novela, que entregó a su agente literario en 2012. Situó la acción en Nueva Zelanda, ha explicado en una entrevista, porque ella misma viajó a ese país, donde pasó tres meses y -dice- quedó fascinada.
Su protagonista Elyria, es una joven neoyorquina que antes de sucumbir a "los daños colaterales" de una vida en la que tiene todo a favor y todo en contra decide divorciarse de todo y de todos. Compra un billete de ida a Nueva Zelanda, el lugar más alejado posible de Nueva York y emprende la aventura.
Cuando le preguntan a Lacey si su protagonista es feminista contesta que en algunas cosas cree que sí, pero que hay lectores que piensan que Elyria es demasiado débil y pasiva para lo que suelen serlo las protagonistas de las novelas consideradas feministas. La suya, dice la autora, es una novela que trata sobre independencia versus dependencia.

## Vida personal
El 1 de agosto de 2015 se casó en Brooklyn con el profesor de teatro Peter Musante.

## Publicaciones
- Nobody is ever missing (Farrar, Straus and Giroux, 2014) traducida al español como Nunca falta nadie (Alfaguara, 2016).
- The Answers (Farrar, Straus and Giroux, 2017)
- Pew (Farrar, Straus and Giroux, 2020)
- Biography of X (Farrar, Straus and Giroux, 2023)